# زقزاق فوكلاندي
زقزاق فوكلاندي (الاسم العلمي: Charadrius falklandicus) هو نوع من الطيور يتبع جنس الزقزاق من فصيلة الزقزاقية.